# Lorna E. Lockwood
Lorna E. Lockwood, née le 24 mars 1903 et morte le 23 septembre 1977 est une juriste américaine. En 1965, elle devient la première femme Chief Justice de la Cour suprême de l'Arizona ainsi que des États-Unis. Néanmoins, elle est élue par ses pairs juges ; c'est en 1974 qu'une Chief Justice d'une Cour suprême est élue, mais directement par le peuple : il s'agit de Susie Marshall Sharp, en Caroline du Nord.
Pendant les années 1960, elle est pressentie pour être nommée juge à la Cour suprême des États-Unis, par le président Lyndon Johnson, ce qui aurait fait d'elle la première femme membre de cette Cour. Finalement, elle n'est pas nommée, et c'est Thurgood Marshall qui occupe le poste, premier juge afro-américain à y accéder. Elle meurt en 1977 d'une pneumonie, et c'est seulement en 1981 qu'une femme, Sandra Day O'Connor, est nommée à la Cour suprême, par le président Ronald Reagan.

## Sources
- (en) Cet article est partiellement ou en totalité issu de l’article de Wikipédia en anglais intitulé « Lorna E. Lockwood » (voir la liste des auteurs).